# غريغ تومسون (لاعب كريكت)
غريغ تومسون (17 سبتمبر 1987 في المملكة المتحدة - ) (بالإنجليزية: Greg Thompson)‏ هو لاعب كريكت أيرلندي. شارك مع منتخب أيرلندا للكريكت. أما مع النوادي، فقد لعب مع نادي مقاطعة لانكشر للكريكت ‏ وDurham University Centre of Cricketing Excellence ‏.

## وصلات خارجية
- غريغ تومسون على موقع إي آس بي آن كريك إنفو (الإنجليزية)